# Paris-Roubaix 1969
Paris-Roubaix 1969 a fost a 67-a ediție a Paris-Roubaix, o cursă clasică de ciclism de o zi din Franța. Evenimentul a avut loc pe 13 aprilie 1969 și s-a desfășurat pe o distanță de 264 de kilometri de la Compiègne până la velodromul din Roubaix. Câștigătorul a fost Walter Godefroot din Belgia de la echipa Flandria–De Clerck–Krüger.

## Rezultate
| Loc | Concurent                | Echipă                    | Timp       |
| --- | ------------------------ | ------------------------- | ---------- |
| 1   | Walter Godefroot (BEL)   | Flandria–De Clerck–Krüger | 6h 46' 47" |
| 2   | Eddy Merckx (BEL)        | Faemino–Faema             | + 2' 39"   |
| 3   | Willy Vekemans (BEL)     | Goldor–Hertekamp–Gerka    | + 2' 39"   |
| 4   | Felice Gimondi (ITA)     | Salvarani                 | + 2' 39"   |
| 5   | Roger De Vlaeminck (BEL) | Flandria–De Clerck–Krüger | + 2' 39"   |
| 6   | Cees Zoontjens (NED)     | Caballero                 | + 10' 25"  |
| 7   | Cyrille Guimard (FRA)    | Mercier–BP–Hutchinson     | + 10' 39"  |
| 8   | Patrick Sercu (BEL)      | Faemino–Faema             | + 10' 39"  |
| 9   | Willy Bocklant (BEL)     | Pull Over Centrale–Novy   | + 10' 39"  |
| 10  | Barry Hoban (GBR)        | Mercier–BP–Hutchinson     | + 10' 39"  |